# ویتوریو روولی
ویتوریو روولی (انگلیسی: Vittorio Rovelli; ۱۶ اوت ۱۹۱۶ – ۲۸ نوامبر ۱۹۹۶) بازیکن فوتبال اهل ایتالیا بود.
از باشگاه‌هایی که در آن بازی کرده‌است می‌توان به باشگاه فوتبال اینتر میلان، باشگاه فوتبال کرمونزه، باشگاه فوتبال برشا، باشگاه فوتبال پیزا، و باشگاه فوتبال اتلتیکو آرتزو اشاره کرد.